# Mont Shinmoe
Le mont Shinmoe (新燃岳, Shinmoe-dake, littéralement « nouveau mont brulant »), est un volcan du Japon situé dans le Sud du pays, sur l'île de Kyūshū, au nord de la baie de Kagoshima. Ce stratovolcan couronné par un cratère fait partie des monts Kirishima, un ensemble de volcans, et culmine à 1 421 mètres d'altitude. Connaissant des éruptions explosives généralement de faible intensité, celle débutée en janvier 2011 est cependant caractérisée par de fortes explosions qui produisent d'importants panaches volcaniques, des pluies de cendres et des nuées ardentes, forçant les autorités à établir des zones d'interdiction d'accès, des interruptions dans le trafic ferroviaire et aérien et à procéder à l'évacuation des populations les plus exposées.

## Géographie

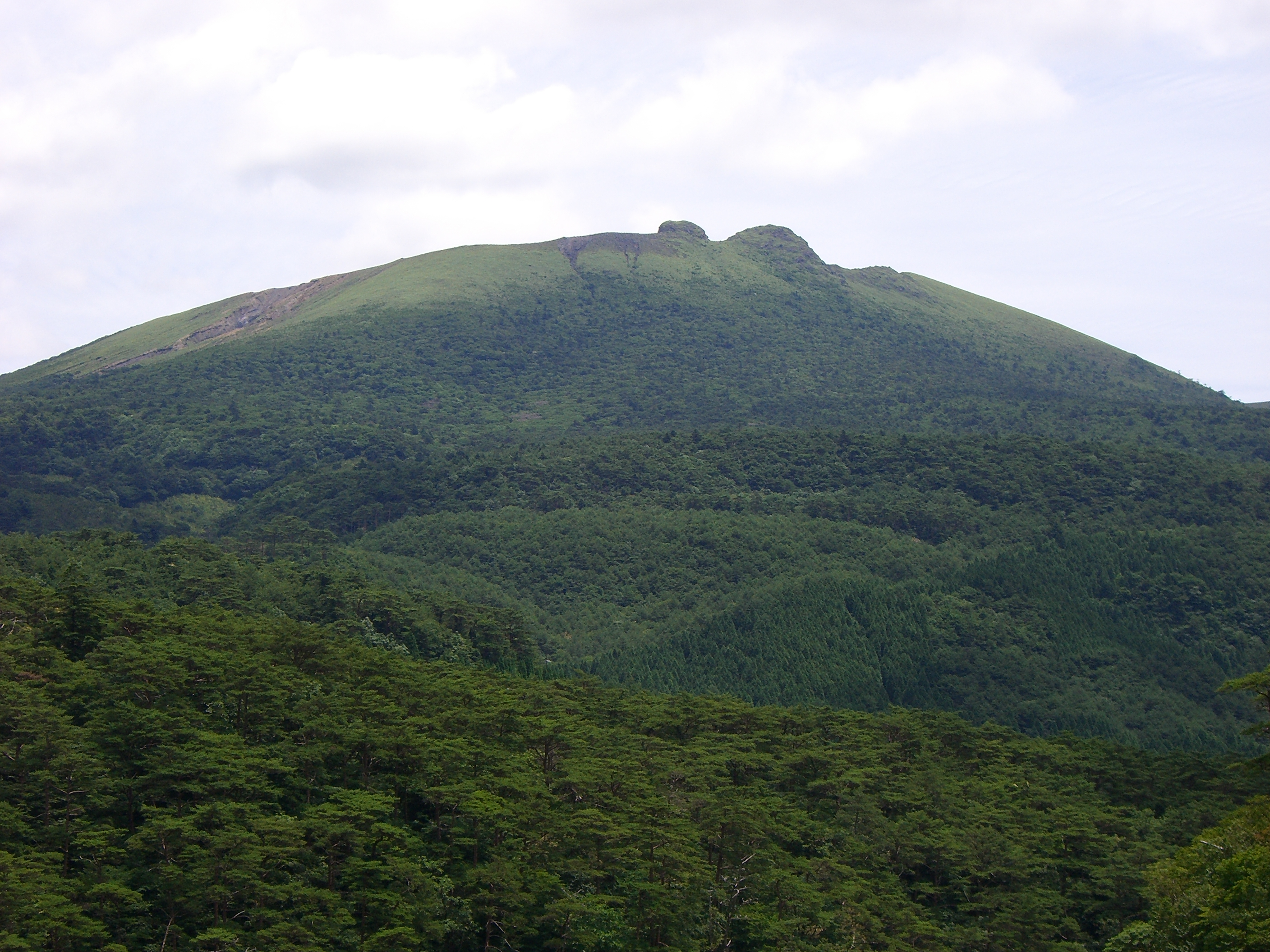
Vue du mont Shinmoe en juillet 2008.

Le mont Shinmoe est situé dans le sud du Japon, dans la partie méridionale de l'île de Kyūshū. La montagne se trouve dans le centre est des monts Kirishima, un massif volcanique situé entre la baie de Kagoshima au sud et la ville de Kobayashi au nord. Le mont Shinmoe est notamment entouré par le Takachihonomine au sud-est, le mont Eboshi au sud-ouest et le mont Karakuni, point culminant du massif, au nord-ouest. Le mont Nakadake est situé sur le flanc sud-est du mont Shinmoe. Administrativement, le mont Shinmoe est partagé entre les préfectures de Kagoshima et Miyazaki.
La montagne est couronnée par un cratère volcanique de 750 mètres de diamètre dont l'un des rebords constitue le point culminant de la montagne avec 1 421 mètres d'altitude,. Ce cratère contenait un petit lac qui s'est évaporé à la fin janvier 2011 lors d'une éruption volcanique et s'est vu remplacé par un dôme de lave.

## Histoire

### Antiquité
La première éruption répertoriée du mont Shinmoe s'est produite vers 7500 av. J.-C. avec une imprécision de 1 000 ans. Cet épisode explosif d'indice d'explosivité volcanique de 3 ayant rejeté 67 km3 de matériaux est connu sous le nom de « ponce de Setao ». Un deuxième épisode éruptif de même nature ayant rejeté quant à lui 46 km3 de matériaux et connu sous le nom de « ponce de Mae-yama » s'est déroulé autour de 2050 av. J.-C.. Pendant environ 3 700 ans, le mont Shinmoe ne connait pas d'autre éruption.

### Première reprise de l'activité volcanique
L'éruption suivante se déroule en 1637 ; d'autres suivent le 11 mars 1716, du 9 novembre 1716 au 13 février 1717 durant laquelle un lac de lave se met en place dans le cratère, le 19 septembre 1717, en 1719, de 1771 à 1772, le 12 janvier 1822 et le 20 avril 1832. Cette période d'éruptions rapprochées dans le temps laisse ensuite place à près de 130 ans de calme.

### Seconde reprise de l'activité volcanique
Le mont Shinmoe connait une nouvelle éruption du 13 au 17 février 1959 durant laquelle des téphras et des panaches de vapeur d'eau sont émis depuis les fissures situées juste sous le rebord du cratère sur le flanc ouest du volcan. L'éruption suivante se déroule au début de l'année 1979. Elle est suivie par une activité fumerollienne marquée par d'importants dégazages et des formations de dépôts de soufre,. La végétation entourant les fumerolles est parfois endommagée et un parking ainsi qu'une section d'une route situés au pied du volcan sont fermés par précaution en raison des taux élevés de gaz volcaniques.
À partir du 13 novembre 1991, une crise sismique se déclenche sous le mont Shinmoe avec l'apparition d'un trémor. Des touristes sont les premiers à observer des panaches de vapeur d'eau le 24 novembre à l'intérieur du cratère. À partir de janvier 1992, des dépôts de cendres sont constatés autour des panaches de vapeur d'eau,,. Cette éruption essentiellement phréatique débutée le 1er décembre 1991 se termine le 19 avril 1992 mais les fumerolles persistent jusqu'en mai. Trois crises sismiques se déclarent en août et septembre 1995, en novembre 1999 ainsi que du 13 décembre 2003 à la mi-janvier 2004 mais sans qu'un trémor n'apparaisse ou que l'activité en surface ne se modifie,,,.
Le 22 août 2008, une brève éruption précédée d'un accroissement de l'activité sismique trois jours auparavant se produit sur le mont Shinmoe. De nouvelles fissures s'ouvrent dans le cratère et sur le flanc ouest du volcan par lesquelles des téphras sont éjectés. Le rejet d'un panache volcanique provoque des pluies de cendres jusqu'à 25 kilomètres de distance en direction du nord-est. Un volume total de 0,2 km3 de cendre volcanique est rejeté au cours de cette éruption. À partir de cette éruption, leur fréquence augmente sur le mont Shinmoe. Il se réveille ainsi brièvement le 27 mai 2010. Au cours de cette courte éruption, il émet un petit panache volcanique qui s'élève d'une centaine de mètres au-dessus du cratère sommital et produit des chutes de cendres jusqu'à six kilomètres du volcan.

### Éruption de 2011

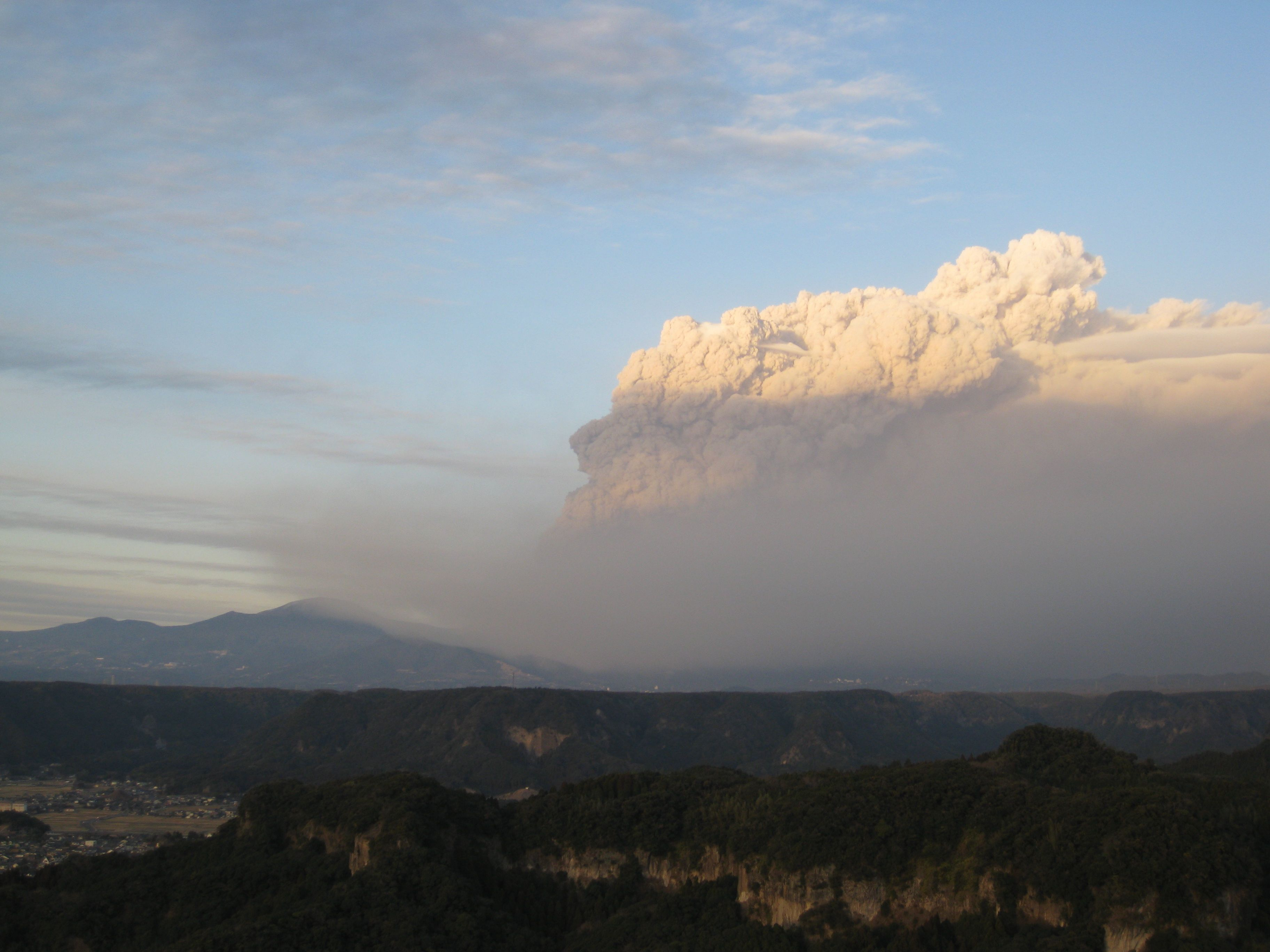
Vue du panache volcanique du mont Shinmoe lors de son éruption de janvier 2011.

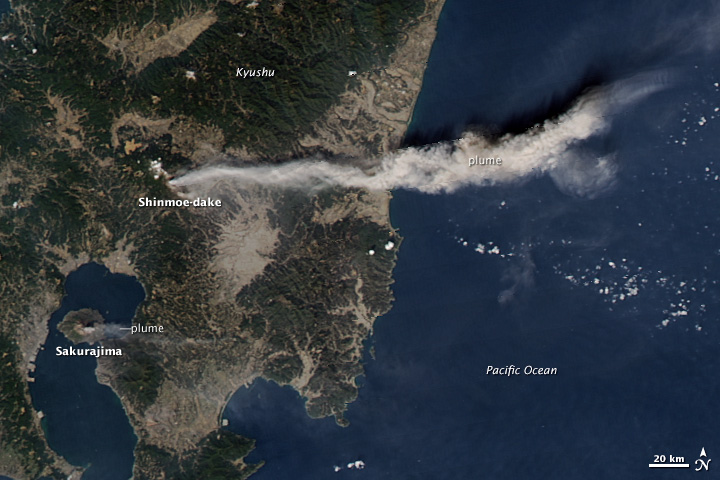
Image satellite du 3 février 2011 d'une partie de Kyūshū avec le panache volcanique du mont Shinmoe se dirigeant vers l'est ; le panache volcanique du Sakurajima est aussi visible plus au sud.

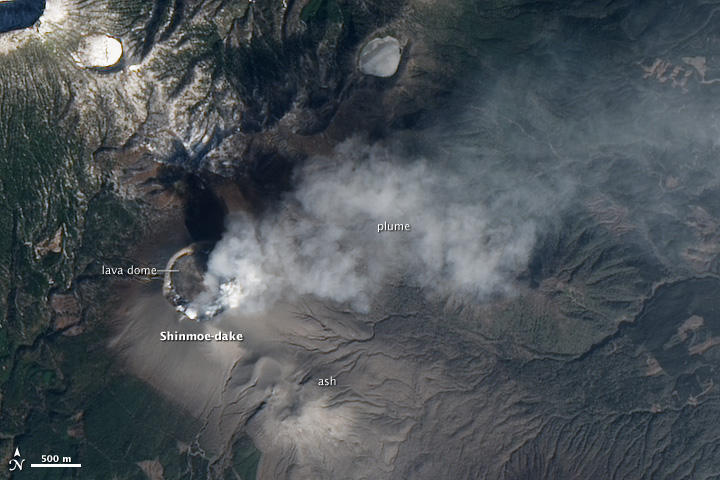
Image satellite du mont Shinmoe en éruption le 3 février 2011 avec le cratère sommital d'où s'élève un panache volcanique et dans lequel se trouve le nouveau dôme de lave remplaçant l'ancien lac de cratère.

Le 19 janvier 2011, il entre de nouveau en éruption. Des explosions se produisent les 22, 26 et 27 janvier, date à laquelle il passe au niveau d'alerte 3 ce qui interdit l'approche au volcan,. Le panache volcanique qui se dirige vers le sud-est atteint environ deux kilomètres d'altitude. Sous le panache et jusqu'à une distance de huit kilomètres du cratère, des pluies de cendre sont constatées, entraînant l'annulation de certains vols à destination de Miyazaki et la suspension du trafic ferroviaire aux alentours du volcan,. 31 habitants de la ville de Takaharu, située immédiatement à l'est du volcan, sont évacués et certains habitants de Miyazaki, située encore plus à l'est, quittent spontanément leur domicile. Un survol aérien du cratère le 29 janvier permet aux volcanologues de constater la disparition du lac de cratère, la formation d'un dôme de lave d'une cinquantaine de mètres de diamètre avec des rougeoiements visibles en certains endroits. En dehors du cratère, des dépôts pyroclastiques sont observés sur le flanc sud-ouest sur 500 à 600 mètres de longueur. Le 1er février, des vitres sont brisées jusqu'à une distance de huit kilomètres du cratère par une explosion entendue au moins jusqu'à sept kilomètres de distance. Durant tout le mois de février, des explosions se succèdent, projetant des panaches volcaniques jusqu'à une altitude de neuf kilomètres et brisant des vitres. Les 11 et 14 février, de nouveaux survols du cratère permettent de constater le grossissement du dôme de lave qui atteint 600 mètres de diamètre. Le 17 février, les autorités recommandent à plus de 2 500 personnes l'évacuation de leur logement, ce qu'effectuent seulement 63 habitants de Miyakonojō, en raison des dangers liés aux lahars qui se forment avec les fortes pluies. Les explosions se poursuivent jusqu'au 1er mars et il s'ensuit une période de calme relatif. Le 13 mars, le volcan est secoué par une nouvelle explosion qui projette un panache volcanique à plus de quatre kilomètres d'altitude, obligeant les autorités à interdire l'approche du volcan. Cette reprise de l'activité volcanique explosive pourrait être liée au séisme du 11 mars 2011 qui a dévasté la côte orientale de Honshū au nord de Tokyo. D'autres explosions espacées de quelques jours se produisent dans les semaines suivantes,.
Le 29 juin 2011 se produit la dernière explosion de cette éruption, produisant un petit panache volcanique.

### Éruption de 2017
Le mont Shinmoe entre de nouveau en éruption le 11 octobre 2017, projetant des cendres jusqu'à deux kilomètres du cratère et jusqu'à 300 mètres au-dessus du volcan.

## Dans la culture
Les flancs et le sommet du mont Shinmoe ont servi de décor naturel pour les extérieurs de la base secrète d'Ernst Blofeld dans le film On ne vit que deux fois dans lequel Sean Connery interprète le rôle principal de James Bond,. Dans cette œuvre, le lac de cratère du volcan est factice et constitue en réalité une porte coulissante sous laquelle se trouve une base secrète de lancement de missiles. Plusieurs personnes dont James Bond parviennent à s'y introduire via le faux lac après être descendus au fond du cratère mais une éruption volcanique entraîne la destruction de la base.